# Cantharellaceae
Cantharellaceae (Joseph Schröter, 1888) este o familie de ciuperci comestibile din încrengătura Basidiomycota în clasa Agaricomycetes și ordinul Cantharellales, conținând în principal genurile Cantharellus și Craterellus, primul numit fiind tip de gen.

## Descriere
Familia Cantharellaceae este determinată astfel:
- Toate genurile se dezvoltă în păduri de foioase precum de conifere, deseori pe mușchi și litieră, adesea printre afine, sau prin tufișuri de zmeură și mure.
- Speciile incluse au o pălărie, cel mai târziu la maturitate în formă de pâlnie, mai mult sau mai puțin amenajată central peste picior și de mărime submediocră. Ele nu au lamele ci pseudo-lamele (stinghii), mereu decurgătoare pe tijă și o carne destul de tare și/sau elastică.
- Toate ciupercile familiei coabitează, fiind simbionți micoriza (formează micorize pe rădăcinile arborilor).
- Un indicator al genurilor familiei este conținutul de carotenoidă.

## Delimitare și schimburi de gen
Genul Pseudocraterellus, denumit astfel de micologul englez Edred John Henry Corner (1906-1996) în anul 1956, a fost refuzionat cu genul Craterellus pe baza de analize ADN. Dar în special savanții englezi și americani totuși mai fac diferența.
Specia Hygrophoropsis aurantiaca Wulfen, 1781 ex Maire, 1921, numit în popor gălbior fals (comestibil, dar nu prea savuros), nu aparține nici acestei familii, nici acestui ordin, mult mai mult face parte din ordinul Boletales.
Câteva soiuri din genul Cantharellus, ca de exemplu  Craterellus lutescens (brunișorul) sau Craterellus tubaeformis (trompeta căprioarei), au fost alăturate celui de Craterellus, tot datorită analizelor ADN.

## Familii noi
Pe lângă genurile Cantharellus și Craterellus, de mult asociate familiei, au fost create, datorită în principal conținutului de carotenoidă, câteva genuri noi în familia Cantharellaceae în ultimi ani, care cu toate nu se dezvoltă în Europa. Până în prezent sunt reprezentate de foarte puține soiuri (aproximativ zece, cinci din ele în Asia):  Afrocantharellus, Parastereopsis și Pterygellus.

## Câteva imagini însoțitoare

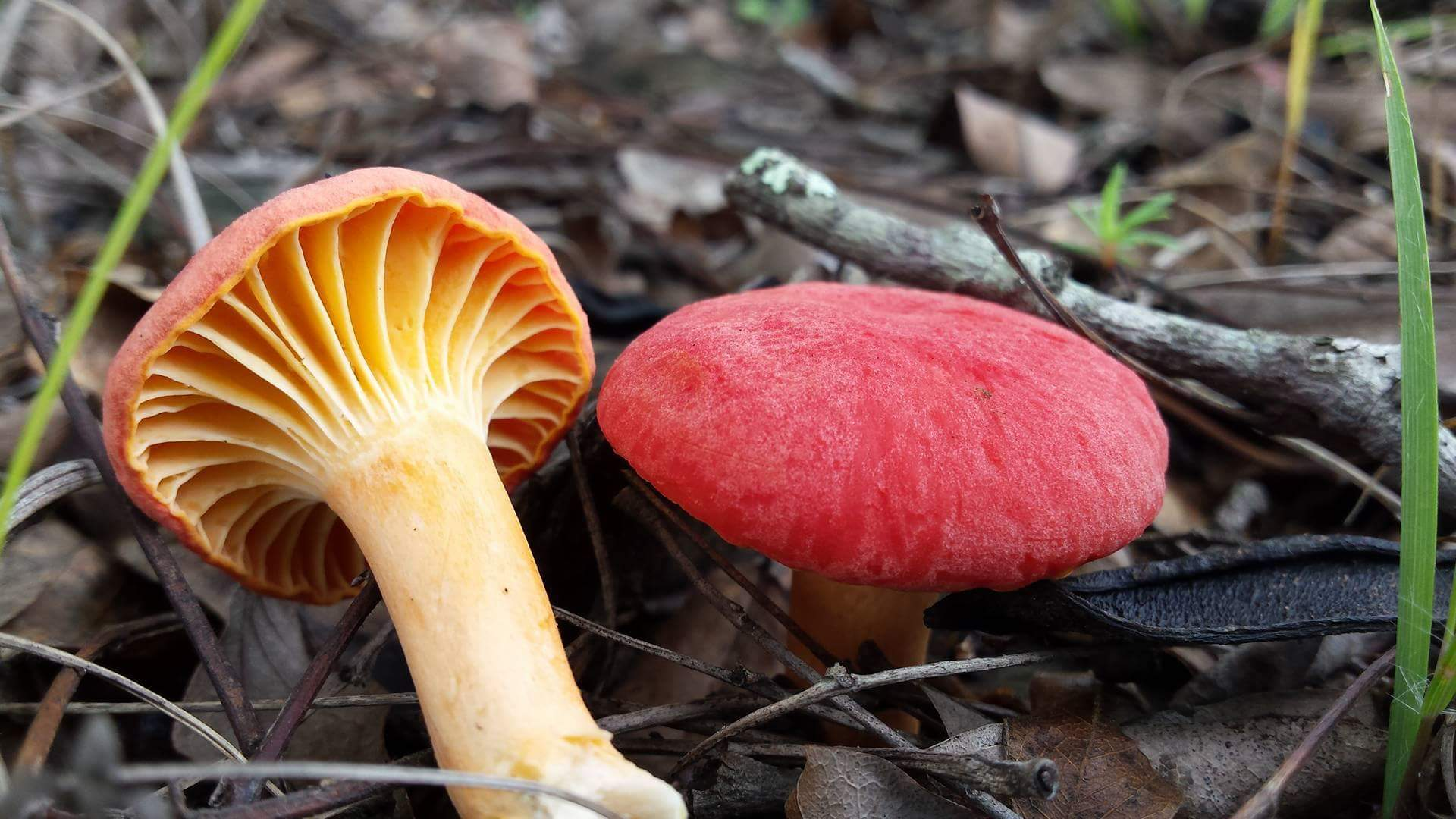
Afrocantharellus platyphyllus
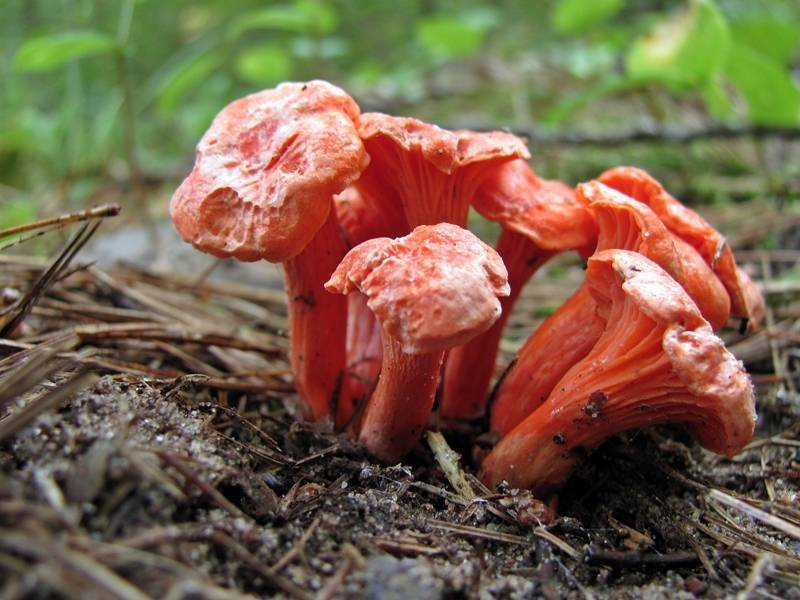
Cantharellus cinnabarinus
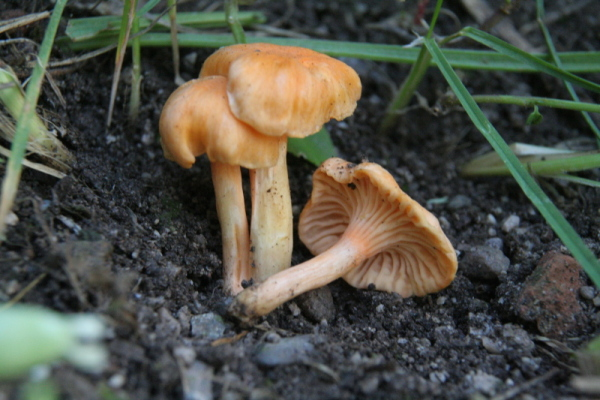
Cantharellus friesii
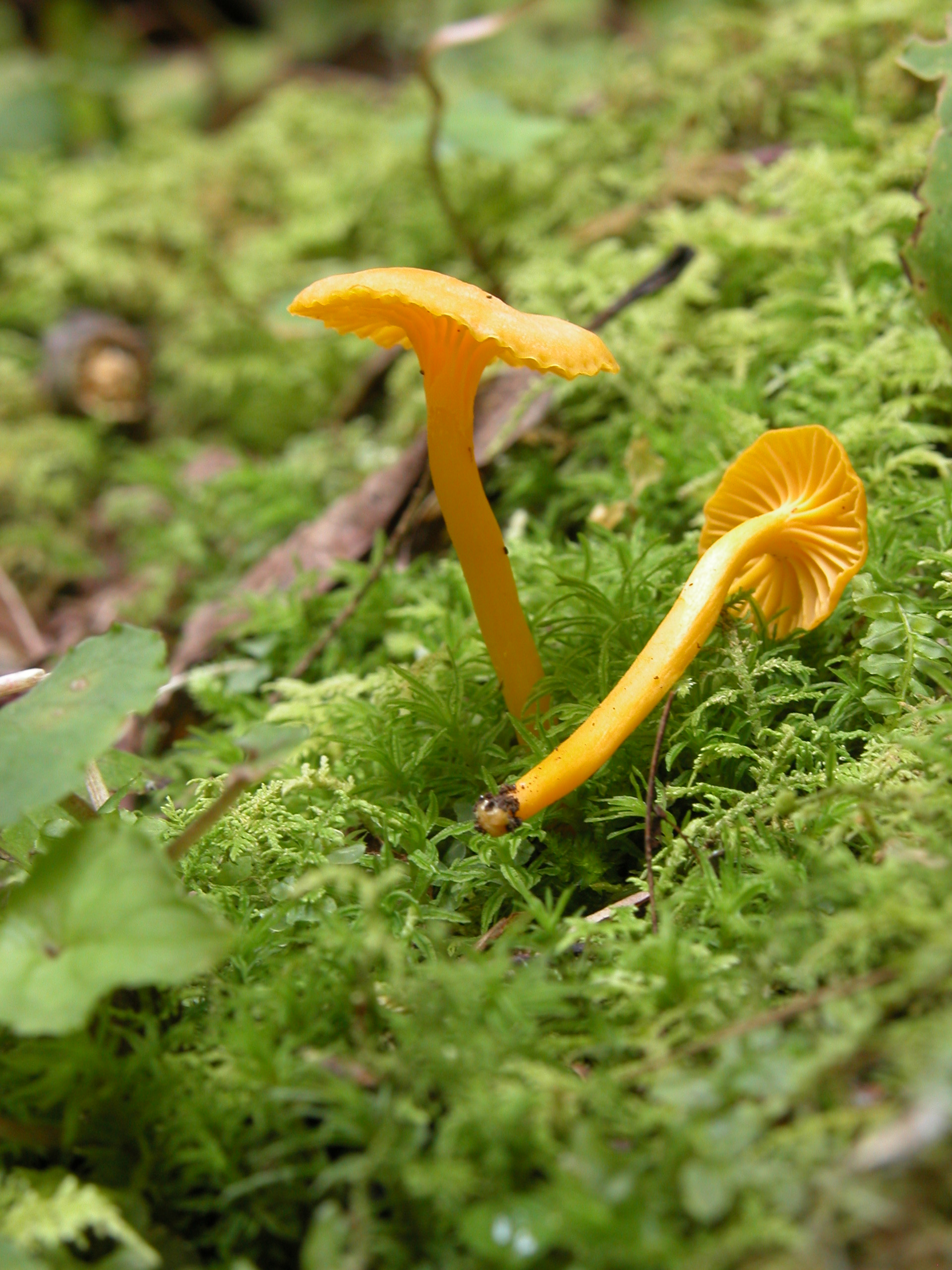
Cantharellus minor
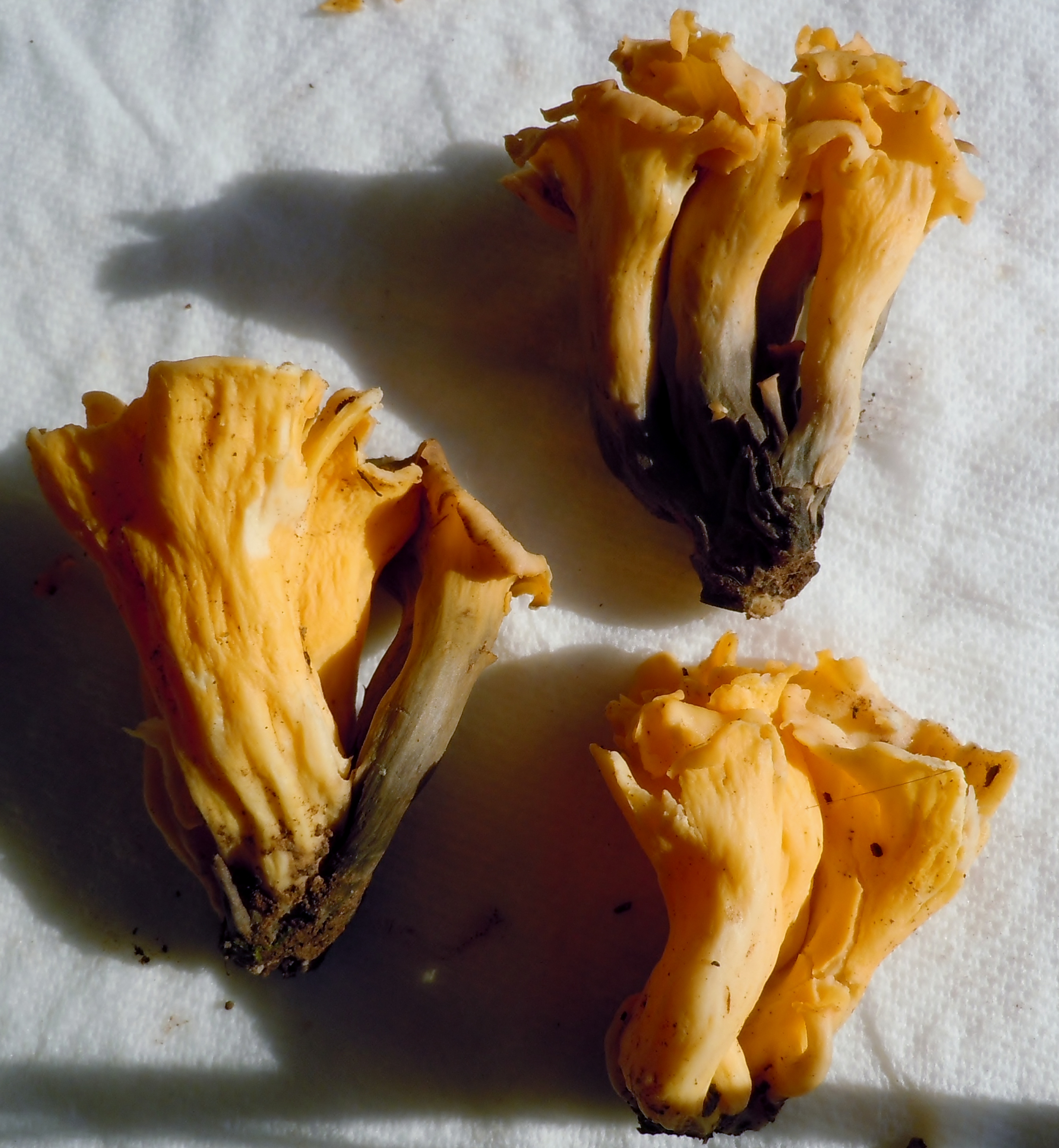
Craterellus konradii
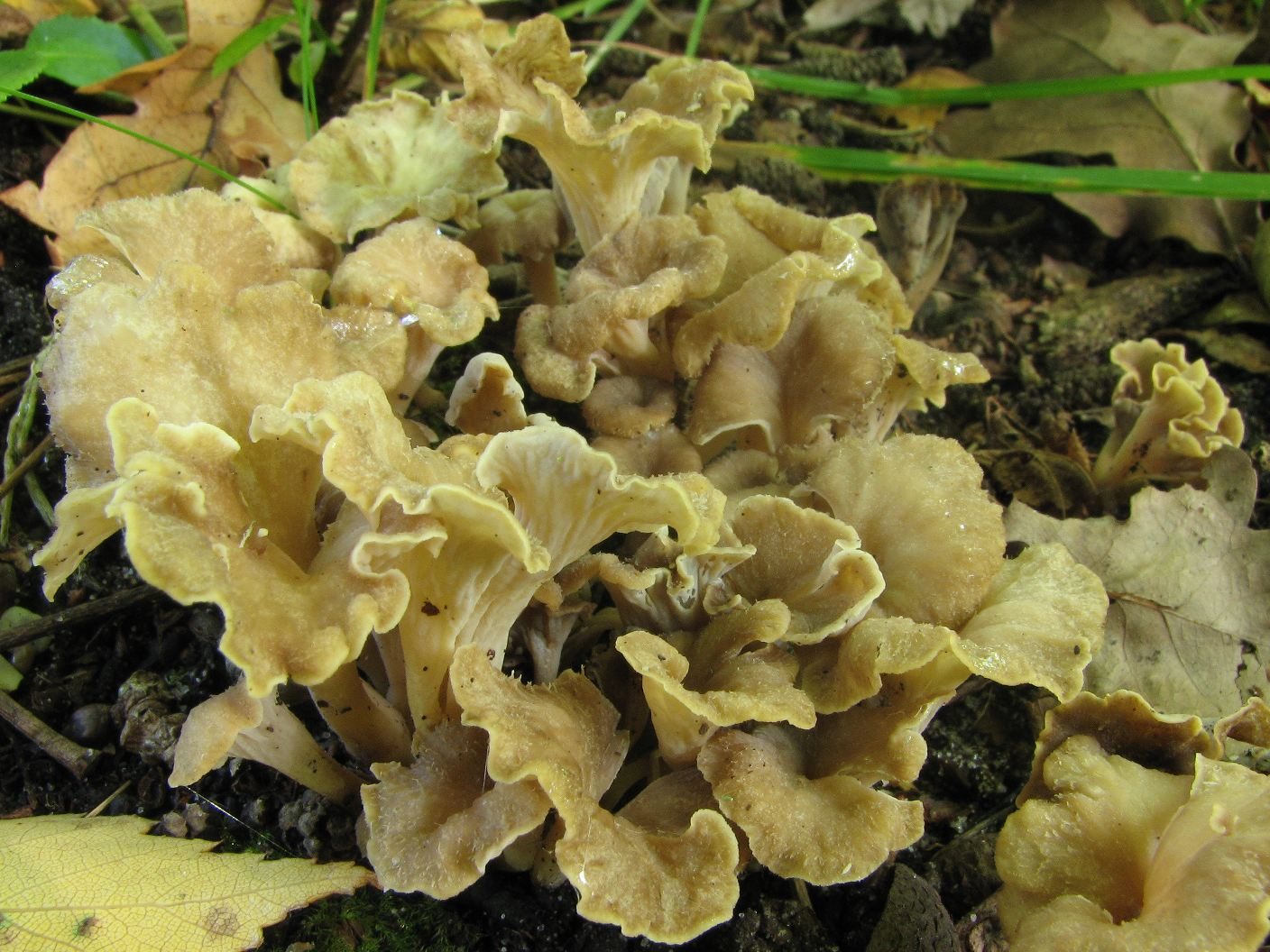
Cantharellus melanoxeros
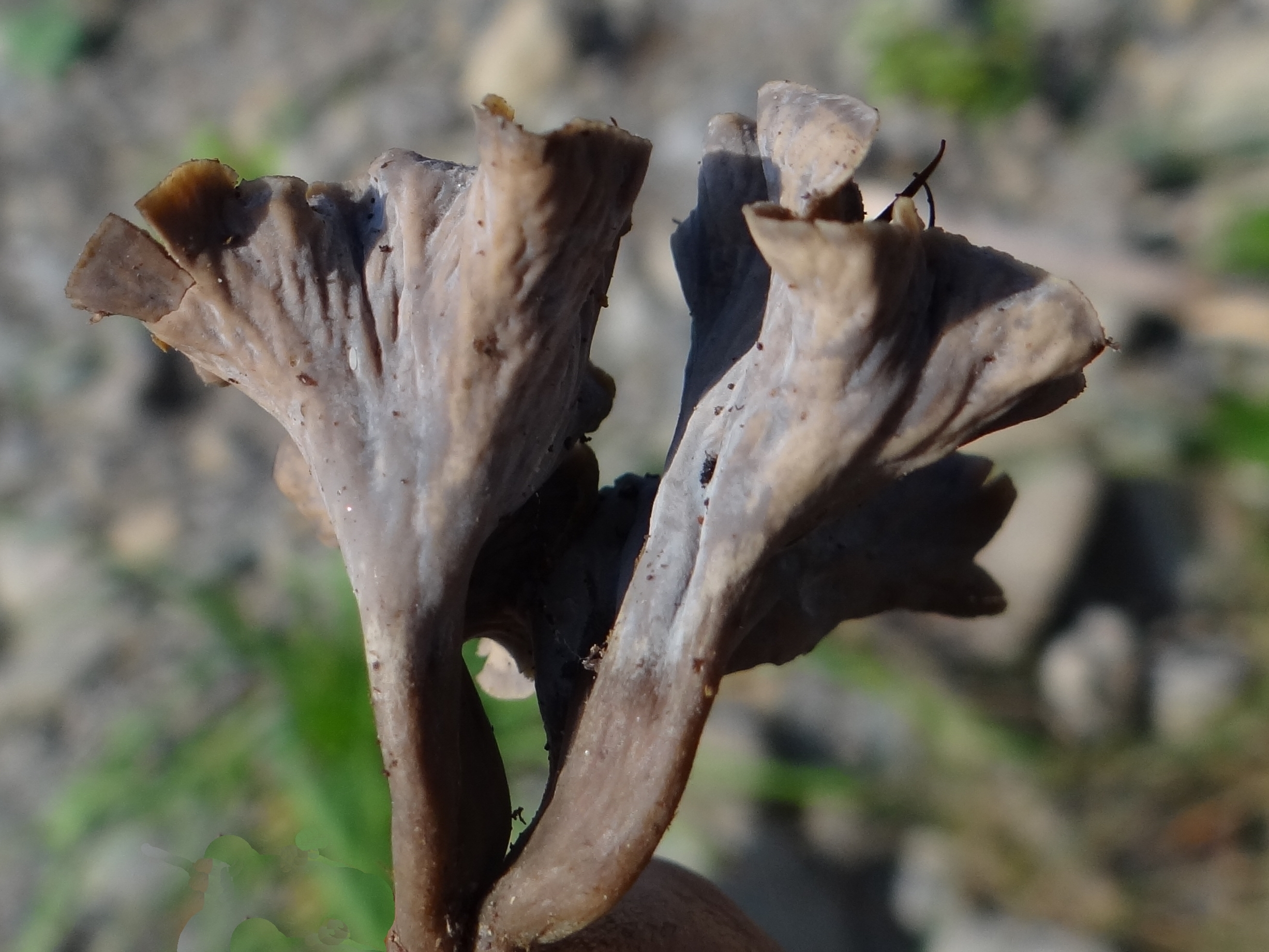
Craterellus sinuosus
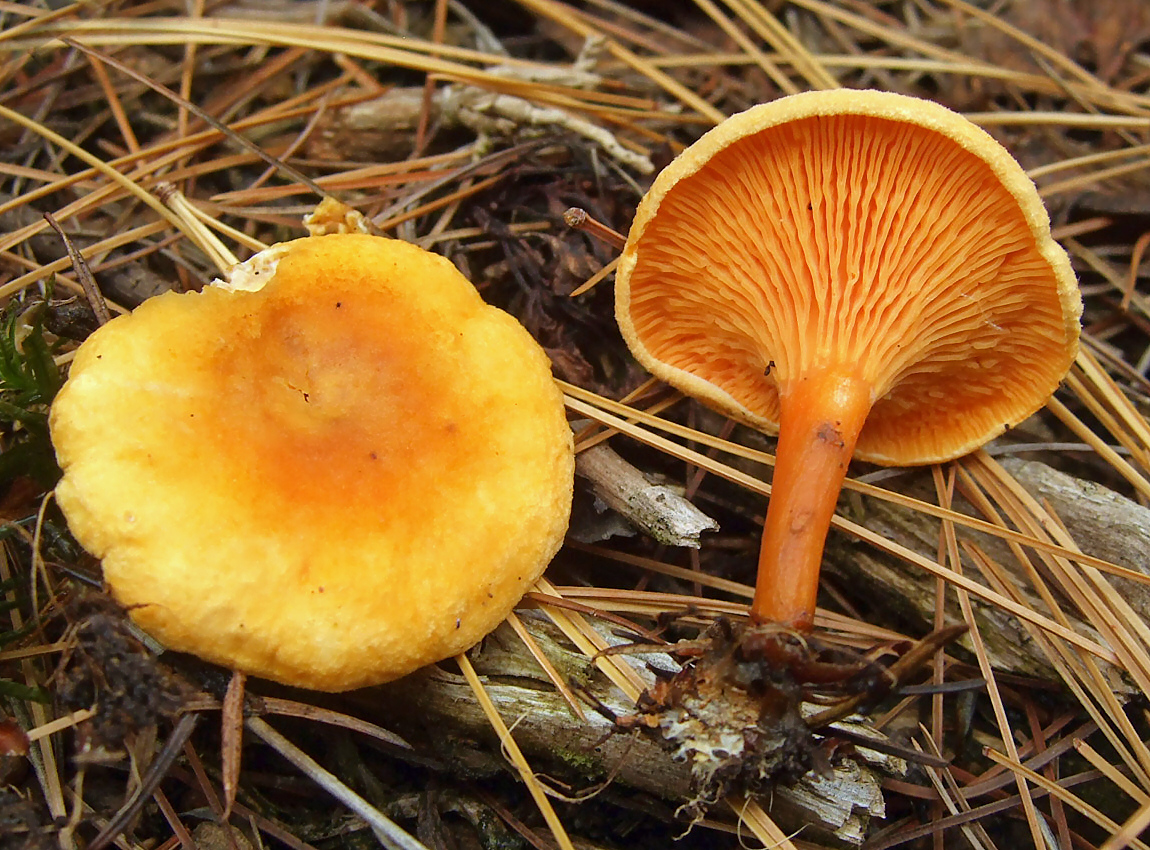
Hygrophoropsis aurantiaca = Non-Cantharellus